# Faucon Noir (Barbe-Rouge)
Pour les articles homonymes, voir Faucon noir (homonymie).
Le Faucon Noir est un nom porté par quatre bateaux du pirate Barbe-Rouge, héros de la bande dessinée du même nom.

## Description
Dans cette série, il y a en réalité quatre navires successifs qui portent ce nom, après la destruction de chacun des précédents, Barbe-Rouge s'est procuré un nouveau vaisseau auquel il a redonné le même nom.

### LeFaucon Noir I
Le Faucon Noir I est un brick du XVIIe siècle, vieux navire apparemment anglais d'abord nommé le Falcon, que Barbe-Rouge acquiert en 1695 d'après l'histoire courte L'Or du San-Cristobal, prépubliée en 1968. On le retrouve dans l'histoire courte suivante, Le Cobra, prépubliée en 1969. Ces deux épisodes hors-série réalisés par les auteurs originaux sont centrés sur la jeunesse de Barbe-Rouge et racontent ses débuts dans la piraterie et l'acquisition de son premier navire. À cette époque, Barbe-Rouge était un jeune marin chassée de la Marine royale française pour d'obscures raisons, qui prit la défense d'un vieux marin dans une taverne des Antilles. Celui-ci lui révéla l'existence d'un navire où il avait jadis servi et qui avait coulé avec son chargement d'or, le San-Cristobal. Un armateur accepta finalement de financer le voyage de Barbe-Rouge et lui confia un navire qui s'appelait alors le Falcon, déjà vieux et à moitié pourri. Après avoir récupéré le trésor, Barbe-Rouge remit en état le navire et le rebaptisa le Faucon Noir. Il avait le projet de se tourner vers la piraterie pour se venger de la France et des autres États européens, qui, selon lui, l'avaient trahi et humilié. S'il est bien précisé que Barbe-Rouge est d'origine française, le nom du navire est écrit en anglais sur la poupe, le Black Hawk, cela peut s'expliquer par le fait que l'équipage pirate étant issu de toutes les nationalités, l'anglais était déjà utilisé comme langue commune entre les pirates et dans la marine internationale à cette époque. C'est aussi en cette occasion qu'il rencontra son plus ancien compagnon d'aventures, Triple-Patte, ancien chirurgien de marine, d'origine française lui aussi. Cette version de l'acquisition de son premier navire par Barbe-Rouge est contredite par Les Mutinés de Port-Royal, le cinquième et dernier tome de la série dérivée La Jeunesse de Barbe-Rouge, paru en 2001 et réalisé par de nouveaux auteurs. Si les premiers albums se recoupent avec les origines du pirate telles qu'elles ont été expliquées par les auteurs originaux, on y apprend en effet comment Barbe-Rouge qui se nommait alors Jean-Baptiste Cornic avait d'abord servi comme corsaire dans la Marine royale française et les raisons pour lesquelles il avait dû la quitter sur une période qui s'étend de 1691 à 1693, une version alternative de sa prise de possession du Faucon Noir est cependant présentée. Ce vaisseau, qui appartenait à un pirate, fut retrouvé dérivant au large et vidé de son équipage pour d'obscures raisons. Ce navire est donc échoué dans la rade de Port-Royal depuis lors et considéré comme maudit, personne n'ose s'y aventurer. Moins crédule que les autres, Barbe-Rouge qui avait été recueilli avec ses compagnons par un navire marchand, décide de s'emparer de ce navire avec un équipage composé de marins qu'il pousse à la mutinerie et d'esclaves noirs qu'il libère, parmi lesquels Baba enfant. C'est ainsi que ces deux versions de l'acquisition du premier Faucon Noir se contredisent tant sur la manière dont Barbe-Rouge s'empare du navire que sur l'année des faits, 1695 pour la première version et aux alentours de la fin de 1692 et du début de 1693 pour la seconde. L'ordre dans lequel il rencontre pour la première fois ses deux plus vieux compagnons est inversé : dans la première version, il rencontre Triple-Patte mais ne connaît pas encore Baba en 1695 tandis que dans la seconde il libère des esclaves noirs au tournant 1692-1693 parmi lesquels Baba enfant et orphelin car ses parents sont morts pendant la traversée du navire négrier tandis qu'il ne connaît pas encore Triple-Patte. Barbe-Rouge écuma donc les Caraïbes avec ce navire pendant près de 40 ans si l'on en croit les dates fournies par les albums avec l'acquisition en 1695 et sa destruction aux alentours de 1735 dans le tome 10 au titre significatif, La Fin du Faucon Noir, paru en 1969 où on assiste à la destruction du navire bourré de poudre dans le port de Carthagène des Indes, que Barbe-Rouge détruit lui-même pour ne pas laisser son cher navire aux mains des Espagnols qui l'avaient capturé.

### LeFaucon Noir II
Le Faucon Noir II est un brick du XVIIIe siècle plus récent que son prédécesseur, on ignore sa provenance, étais-ce un navire qui faisait partie de la flotte de Barbe-Rouge au moment de la destruction du premier Faucon Noir ou bien l'a-t-il capturé, acheté ou encore fait construire ? Après les événements du tome 10, le pirate avait accepté de mettre un terme à sa carrière de pirate selon la demande de son fils Éric puis décidera de repartir en campagne pour se venger des Européens coalisés, Anglais, Espagnols et Hollandais qui ont attaqué son repaire et massacrés ses compagnons ainsi que des flibustiers qui ont tenté de voler son trésor. Le Faucon Noir II apparaît pour la première fois dans le tome 14, Barbe-Rouge à la rescousse, paru en 1972, au terme duquel le pirate est gracié par le roi de France Louis XV et obtient ses lettres patentes de corsaire au service du roi. Il est détruit dans l'album suivant, le tome 15, Le Pirate sans visage paru en 1972, au cours d'un combat contre l’Épervier, le navire d'Éric. Il avait en effet été volé, modifié et revendu à un Anglais qui se l'est fait à son tour voler par un pirate. Ses années de service étant assez courtes, il a pu servir de 1736 à 1739.

### LeFaucon Noir III
Le Faucon Noir III est construit dans un chantier naval d'Amsterdam aux Pays-Bas sur les plans de Barbe-Rouge lui-même aux alentours de 1740. Il annonce en effet à la fin de l'album Le Pirate sans visage, qu'il se fera construire un nouveau navire grâce à tout son or. Mentionné pour la première fois dans le tome 16, Khaïr le More paru en 1973, on le découvre dès l'album suivant, le tome 17, La Captive des Mores publié en 1973. Ce bateau est rapide, puissamment armé, s'inspirant de différentes techniques modernes de l'époque comme l'utilisation d'une mitrailleuse automatique (inventée réellement en 1718) ou des techniques anciennes oubliées comme le feu grégeois. Il est également une arme de dissimulation redoutable se transformant en quelques instants en un navire marchand. Ce navire sera utilisé dans le cycle de La Captive des Mores afin de libérer Catherine de Muratore, héritière du duché de Mantoue enlevée par les pirates barbaresques, Barbe-Rouge et son équipage suivront les eaux ottomanes d'Alger à Istanbul. Il sera sabordé par Éric lui-même avec l'accord de Barbe-Rouge n'ayant pas d'autre solution pour s'échapper dans le tome 19, Raid sur la Corne d'Or. Éric mettra le feu aux poudres pour faire sauter la navire et se débarrasser du même coup de Khaïr-Reis, chef de la flotte barbaresque, et de son équipage qui veulent s'emparer du navire et de sa technologie. Après quoi, ils pourront fuir en s'emparant du navire barbaresque. Son service s'étend sur une seule année 1740.

### LeFaucon Noir IV
Le Faucon Noir IV est comme son prédécesseur construit dans le même chantier naval d'Amsterdam aux Pays-Bas sur les plans de Barbe-Rouge aux alentours de 1743. Après la destruction de son précédent navire, Barbe-Rouge annonce en effet qu'il va utiliser le trésor du sultan ottoman dont il s'est emparé pour financer la construction d'un ou de dix nouveaux Faucons Noirs. Ce navire dispose des mêmes armes secrètes et de la même technologie que son prédécesseur. Il apparaît pour la première fois dans le tome 20, L'Île des vaisseaux perdus. Contrairement a ses trois prédécesseurs qui portaient l'inscription Black Hawk sur la poupe (Faucon Noir en anglais) sans doute en raison de l'internationalisme de l'équipage, ce quatrième navire porte son nom Faucon Noir écrit en français, il est vrai que son équipage semble désormais presque exclusivement constitué de Français et Bretons de surcroit dont certains sont des anciens marins d'Éric qui, ayant sa résidence à Saint-Malo, navigue essentiellement avec des Bretons. Comme pour son prédécesseur, Éric naviguera sur ce navire au côté de son père en tant que second car Barbe-Rouge et son équipage se rangent en effet comme corsaires au service du roi de France pendant plusieurs albums et renoncent à la piraterie. Lorsque Barbe-Rouge décidera de renouer avec la flibuste, Éric le quittera à nouveau pour naviguer sur son propre navire. Une ellipse temporelle sépare le tome 31, La Guerre des pirates où le navire apparaît pour une des dernières fois, et le tome 32, L'Ombre du démon où on apprend de Barbe-Rouge qu'il a perdu son navire et son équipage dans des circonstances qui ne sont pas détaillées. Il faudra attendre le tome 35, Le Secret d'Elisa Davis 2e partie, pour qu'Elisa Davis alias Anny Read raconte les circonstances de sa première rencontre avec Barbe-Rouge et la façon dont elle a rejoint son équipage, parmi ses détails, on apprend que quelque temps après, le navire de Barbe-Rouge a fini par tomber sur plus fort que lui et a été coulé lors du combat qui s'ensuivit mais le combat lui-même n'est pas davantage détaillé. Ce navire a servi dans une période s'étendant entre 1743 et 1746.